# Serie A 2023 (Ecuador)
Il Campionato Ecuadoriano di Calcio 2023, ufficialmente chiamato "LigaPro Bet593 2023" per motivi di sponsorizzazione, è stata la sessantacinquesima edizione della Serie A del calcio professionistico ecuadoriano e la quinta con la denominazione LigaPro. Il torneo è stato organizzato dalla Lega Professionale di Calcio dell'Ecuador ed è consistito in un sistema con tre fasi. 
Le prime due fasi si sono svolte con un sistema di tutti contro tutti, mentre la terza fase ha previsto una finale di andata e ritorno tra i vincitori di ogni fase. Sono stati assegnati quattro posti per la Copa Libertadores 2024: al campione, al vice-campione, al primo e al secondo miglior punteggio della classifica generale. Altri quattro posti sono stati assegnati per la Copa Sudamericana 2024, corrispondenti al secondo, terzo, quarto e quinto miglior punteggio della classifica generale. In questa stagione si è verificato il ritorno del Club Deportivo El Nacional alla massima categoria dopo due stagioni di assenza.

Sede: Ecuador
Associazione: Conmebol
Categoria: Serie A
Edizione: 65ª
Organizzatore: Lega Professionale di Calcio dell'Ecuador
Emittenti ufficiali: GolTV, Star+
Campione in carica: Liga de Quito
Vicecampione in carica: Independiente del Valle
Terzo classificato: Barcelona
Partecipanti: 16 squadre
Partite: 242 su 242
Goal totali: 593 (media per partita)
Capocannoniere: Miguel Parrales (16 goal)
Qualificati per la Copa Libertadores 2024:
- Ecuador 1: Liga de Quito
- Ecuador 2: Independiente del Valle
- Ecuador 3: Barcelona
- Ecuador 4: El Nacional
- Ecuador 5: Aucas
Qualificati per la Copa Sudamericana 2024:
- Ecuador 1: Delfín
- Ecuador 2: Universidad Católica
- Ecuador 3: Técnico Universitario
- Ecuador 4: Deportivo Cuenca
Squadre retrocesse:
- Gualaceo
- Guayaquil City